# 色蛋白
色蛋白（英語：Chromoprotein）是一类结合蛋白质，其中的非蛋白成分为共价或非共价结合的生色基团（如血红素）。

## 例子
- 血红蛋白